# Viktor Tomić
Viktor Tomić (Auspand, 21. studenog 1907. — Rim, 7. travnja 1947.) bio je časnik Ustaške vojnice i pripadnik Ustaškog pokreta.

## Životopis
Rođen je 21. studenog 1907. godine u Auspandu u Austrougarskoj. Radio je kao trgovački pomoćnik, a kasnije kao činovnik u zagrebačkom Merkuru. Vlasti Kraljevine Jugoslavije su ga proglasile vojnim bjeguncem, zbog izbjegavanja služenja redovnog vojnog roka. Nakon uhićenja, bio je osuđen na 3 godine zatvora. U Seljačkoj slozi, kulturno-prosvjetnom društvu Hrvatske seljačke stranke, isticao se po radikalnim stavovima sredinom 1930-ih godina. Zajedno sa Božidarom Cerovskim, u svojstvu članova tajne organizacije „Matija Gubec”, izvode neuspješni atentat na grofa Josipa Bombellesa u Zagrebu 1940. godine.
Nakon toga bježi iz države i emigrira u Italiju, gdje se pridružuje ustašama. Vraća se nakon proglašenja Nezavisne Države Hrvatske 1941. godine, od srpnja iste godine brine o sigurnosti Ante Pavelića. Od početka 1942. upravnik je 4. biroa Ustaške nadzorne službe. Tijekom ljeta 1942. rukovodi operacijama na području Srijema u kojima su izvršeni masovni zločini nad srpskim stanovništvom i deportacije u logore (“Akcija Viktor Tomić”), zbog čega su njemačke vlasti uložile prosvjednu notu i tražile od vlasti NDH da Tomića smijene. Akciju sličnog tipa izveo je i na području Bjelovara od rujna do listopada 1942. godine. Nakon ukidanja UNS, kratkotrajno rukovodi sigurnosnom službu Poglavnikovog tjelesnog zdruga.
Uhićen je na jesen 1943. godine zbog pripremanja atentata na ministra Mladena Lorkovića, ali se nakon puštanja iz kućnog pritvora sklonio u Budimpeštu. Krajem godine se vratio u Zagreb i postaje načelnik izvještajnog odjeljenja Ustaške vojnice i dobija čin potpukovnika. U svibnju 1945. bježi u Austriju i skoro dvije godine provodi po logorima u Austriji i Italiji.
Na kraju je prebačen u rimski zatvor Regina Elena, koji je bio pod britanskim nadzorom. Kada je obaviješten da će biti izručen jugoslavenskim vlastima da mu se sudi za počinjene ratne zločine, izvršio je samoubojstvo 7. travnja 1947. godine prerezavši si žile na ruci.

## Odgovornost za zločine
Viktor Tomić, kao visoki ustaški dužnosnik, rukovodio je velikom akcijom masovnih uhićenja i strijeljanja u Srijemu u ljeto i jesen 1942. godine, poznatom kao "Akcija Viktor Tomić". U sklopu te akcije, osobno je rukovodio likvidacijom 43 osobe, pretežno srpske nacionalnosti, u Srijemskoj Mitrovici 9. rujna 1942. godine. Žrtve su bile iz Zemuna, Laćarka, Novih Karlovaca i drugih srijemskih mjesta.